# 53e cérémonie du Deutscher Filmpreis
La 53e cérémonie des Deutscher Filmpreis, organisée par la Deutsche Filmakademie (« Académie du film allemand »), s'est déroulée le 6 juin 2003.

## Palmarès
- Meilleur film :
  -  Good Bye, Lenin! de Wolfgang Becker
  -  Au loin, les lumières (Lichter) de Hans-Christian Schmid
  -  Le Défi (Nackt) de Doris Dörrie
  - Elefantenherz de Züli Aladağ
  - Pigs Will Fly de Eoin Moore
  - Solino de Fatih Akın